# Nimrod

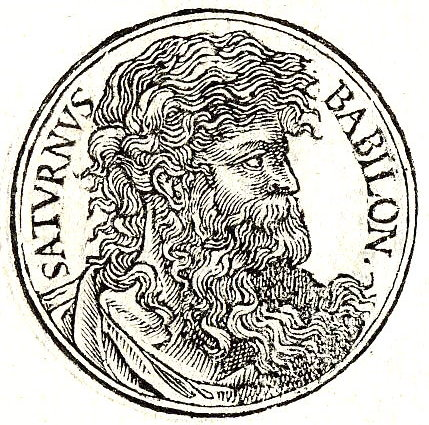
Portret Nemroda w Promptuarii Iconum Insigniorum

Nimrod (Nemrod; hebr. נִמְרוֹדֿ) – postać występująca w tradycji żydowskiej i islamskiej, kilkukrotnie wzmiankowana w Biblii; legendarny myśliwy i władca Mezopotamii.

## Przekaz biblijny
Postać Nimroda wspomniana jest w Księdze Rodzaju. Był prawnukiem Noego, wnukiem Chama i synem Kusza. Czytamy tam, iż był on „najsławniejszym na ziemi myśliwym” i że „on to pierwszy panował w Babelu /Babilonie/, w Erek /Uruk/ i w Akkad /Akadzie/ i w Kalne /Kalhu?/, w kraju Szinear /Sumer?/” (Księga Rodzaju 10,9-10). W 1888 roku Charles Auguste Bruston (1838–1937) dokonując egzegezy zaproponował interpretację jego imienia jako tożsamego z Liczbą Bestii (נמרד בן קש).

## Tradycja żydowska
Pomimo tego, że Biblia jasno tego nie stwierdza, według tradycji żydowskiej to właśnie Nimrod zainicjować miał budowę miasta Babel i tamtejszej wieży. Józef Flawiusz – żydowski historyk z I wieku n.e. – napisał o Nimrodzie: „Stopniowo zaprowadził w państwie ustrój despotyczny; sądził bowiem, że jedynym sposobem oderwania ludzi od bojaźni Bożej jest całkowite uzależnienie ich życia i pomyślności od potęgi władcy. A groził również, że gdyby Bóg chciał jeszcze raz zalać ziemię, potrafi on już sobie przeciw Niemu poradzić: zbuduje wieżę wyższą, niż zdoła dosięgnąć woda, i pomści nawet zagładę przodków. Pospólstwo ochoczo poddało się nakazom (...) [Nimroda], uległość wobec Boga uważając za niewolę. Zaczęli budować wieżę i (...) wieża dźwigała się w górę nadspodziewanie szybko” (Dawne dzieje Izraela, I, IV, 2, 3)

## Tradycja islamska
Nimrod przetrwał jako postać w tradycji islamskiej i jest uwieczniony we współczesnych nazwach takich ruin, jak Kalhu (obecne Nimrud) i Borsippa (obecne Birs Nimrud). Nie udało się jednakże zidentyfikować żadnych mezopotamskich źródeł legendy o Nimrodzie.

## W literaturze
Amerykańska poetka Anna Hempstead Branch napisała (wierszem białym) epos filozoficzny Nimrod. Utwór został opublikowany w tomie Rose of The Wind, and Other Poems w 1910.